# Tà Đảnh
Tà Đảnh là một xã thuộc huyện Tri Tôn, tỉnh An Giang, Việt Nam.

## Địa lý
Xã Tà Đảnh nằm ở phía đông huyện Tri Tôn, có vị trí địa lý:
- Phía đông giáp huyện Châu Thành và huyện Thoại Sơn
- Phía tây giáp xã Núi Tô
- Phía nam giáp thị trấn Cô Tô và xã Tân Tuyến
- Phía bắc giáp thị xã Tịnh Biên.

Xã Tà Đảnh có diện tích 50,41 km², dân số năm 2019 là 6.542 người, mật độ dân số đạt 130 người/km².

## Hành chính
Xã Tà Đảnh được chia thành 4 ấp gồm: Tân Bình, Tân Thạnh, Tân Thuận, Tân Trung. 

## Giao thông
Tuyến đường giao thông chính: ĐT.941.

## Lịch sử
- Quyết định 56-CP[4] ngày 11 tháng 3 năm 1977 của Hội đồng Chính phủ, hợp nhất huyện Tri Tôn và huyện Tịnh Biên thành một huyện lấy tên là huyện Bảy Núi, xã Tà Đảnh thuộc huyện Bảy Núi.
- Quyết định 181-CP[5] ngày 25 tháng 4 năm 1979 của Hội đồng Chính phủ điều chỉnh địa giới và đổi tên một số xã và thị trấn huyện Bảy Núi thuộc tỉnh An Giang, tách các ấp Hòa An, Bình An của xã Tà Đảnh, một phần đất của xã Tú Tề lập thành một xã mới lấy tên là xã Tân Lập. và xã Tà Đảnh đổi tên thành xã Tân Cương.
- Quyết định 300-CP[6] ngày 23 tháng 8 năm 1979 của Hội đồng Bộ trưởng chia chia huyện Bảy Núi thành hai huyện lấy tên là huyện Tri Tôn và huyện Tịnh Biên, xã Tân Cương thuộc huyện Tri Tôn.
- Sau này, xã Tân Cương được đổi tên lại thành xã Tà Đảnh[cần dẫn nguồn].